# 135 a. C.
El año 135 a. C. fue un año del calendario romano prejuliano. En el Imperio romano, fue conocido como el año 619 Ab Urbe condita.

## Acontecimientos
- Fin de la revuelta judía de los Macabeos contra el Imperio Seléucida que pretendía helenizarlos:
- Hispania Citerior: el cónsul Q. Calpurnio Pisón sucede a Lucio Furio Filo como gobernador.[1]

## Nacimientos
- Cayo Julio César el Mayor, padre de Cayo Julio César, dictador romano.

## Fallecimientos
- Servio Sulpicio Galba (cónsul 144 a. C.)